# ソカタ

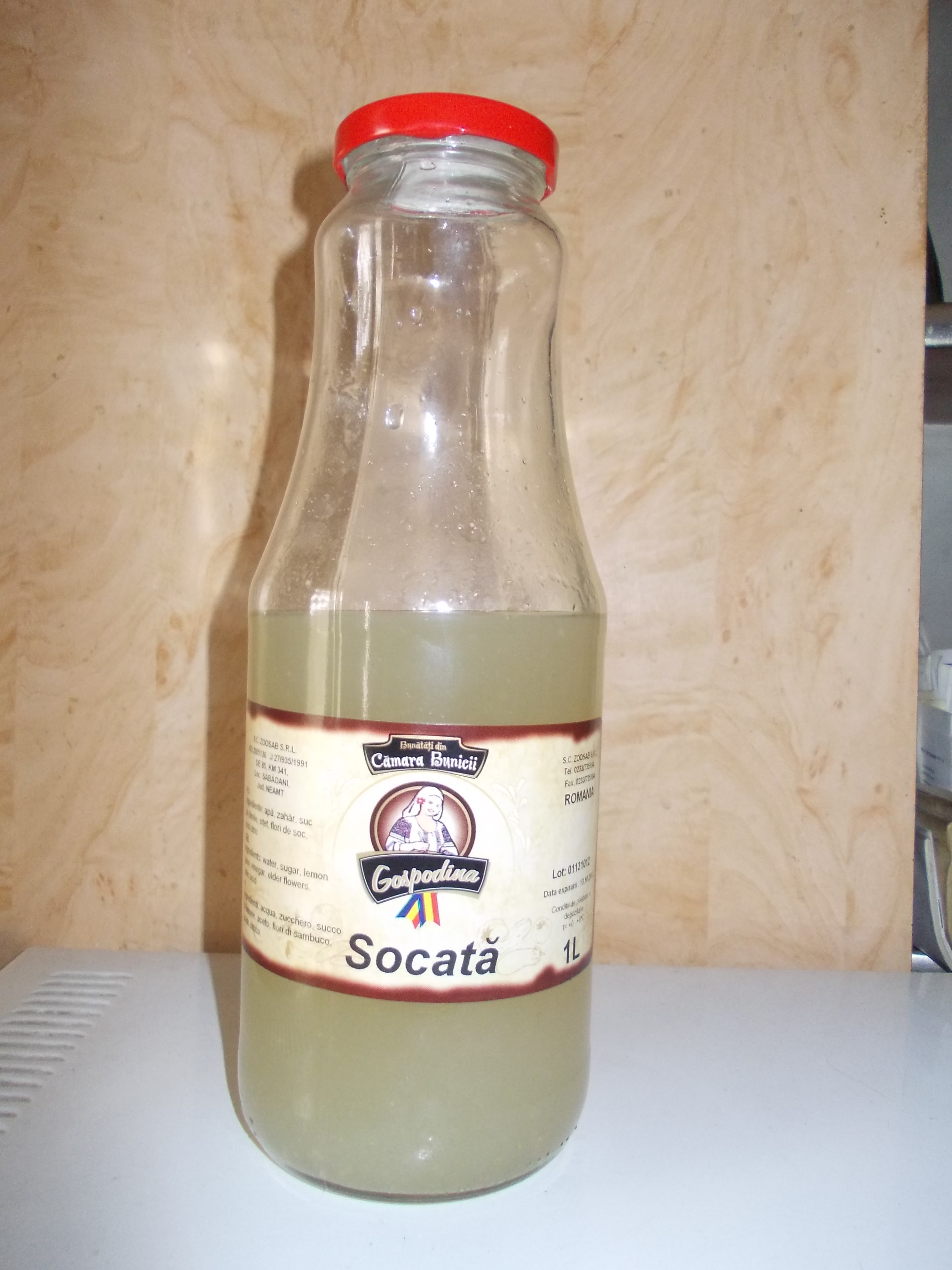
ソカタ

ソカタ（Socată）はルーマニアで古くから飲まれているソフトドリンクで、セイヨウニワトコの花から作られる。ルーマニア語では「ソク（ルーマニア語でセイヨウニワトコを指す）のジュース」という意味のスク・デ・ソク（suc de soc）とも呼ぶ。通常はノンアルコールまたは微アルコール性で、発酵のさせ方や期間に応じて発泡性のものやそうでないものもある。砂糖水（伝統的には薄めた蜂蜜）にセイヨウニワトコの花を漬け、自然に発酵させて作る。レーズン、薄くスライスしたレモンやライムの他、ミントやオレンジピール、バジルなどのスパイスを入れたものなどさまざまなバリエーションがある。目新しいものでは、砂糖や蜂蜜の代わりにレーズンやナツメヤシ（デーツ）を使うものや、レモンに代えてライムやサフラン、ショウガなどを加えるものもある。好みにより、酵母や米を加えてアルコール発酵を促すこともある。 
ソカタは切花を使って初夏に作られるが、ドライフラワーを使えば一年中作ることもできる。最初に、水にセイヨウニワトコの花とレモンを入れ、一日ほど漬け込む。続いて他の材料を加え、密閉しないようにフタをして2-4日ほど発酵させる。その後、ろ過をして小瓶に移し、冷蔵するが、通常は1- 2日のうちに飲みきる。ルーマニアでは祝日や週末、または誕生パーティーやバーベキューなどのイベントに合わせて、家族や友人と一緒に自家製のソカタを楽しむことも多く、ちょうど発酵が終わったものを飲めるよう10リットルほどまとめて作ることもある。 
瓶に取り分けた後さらに置いて発酵を進めると、ビールと同程度のアルコール度数になり、炭酸も強くなる。このとき瓶を密封していると、炭酸が強くなり過ぎることもある。 
ルーマニアでは、伝統的にセイヨウニワトコの花には解毒や利尿、去痰の他、免疫を強化し風邪などの感染症に効果があるとされてきた。セイヨウニワトコは北米でも自生している。 
ルーマニア、セルビア、ボスニア・ヘルツェゴビナ、クロアチア、インドなどでは、ソカタを元にした炭酸飲料「ファンタ ソカタ」が売られており、日本でも2019年6月10日から自動販売機限定で販売されている。 

## レシピ
以下の材料を瓶に入れ、4日ほど置く。 
- セイヨウニワトコの花：7-10輪
- 砂糖：400-500 グラム
- レモン：1-2個
- 水：5リットル

## 参照
1. ↑  “Definition of socată” (ルーマニア語).   DEX on line. 2012年2月10日閲覧。
2. ↑  “日本初上陸の「ソカタ」って何味!? 『ファンタ 世界のおいしいフレーバー＜ソカタ＞』の味わいを確認” (2019年6月20日). 2019年6月25日閲覧。